# Старо-Калитв'янська волость
Старо-Калитв'янська волость — історична адміністративно-територіальна одиниця Острогозького повіту Воронізької губернії з центром у слободі Стара Калитва.
Станом на 1885 рік складалася з 4 поселень, 4 сільських громад. Населення — 8731 особа (4370 чоловічої статі та 4361 — жіночої), 1308 дворових господарств.
|                     | Площа, десятин | У тому числі орної, дес. |
| ------------------- | -------------- | ------------------------ |
| Сільських громад    | 21424          | 13781                    |
| Приватної власності | 596            | 398                      |
| Іншої власності     | 215            | 180                      |
| Загалом             | 22235          | 14359                    |

Найбільші поселення волості на 1880 рік:
- Стара Калитва — колишня державна слобода при річці Дон й озері Подгорне за 120 верст від повітового міста, 4879 осіб, 756 дворів, православна церква, школа, богодільня, 3 лавки, 20 водяних і 44 вітряних млини, 4 ярмарки на рік.
- Карабут — колишня державна слобода при річці Дон, 1283 особи, 205 дворів, православна церква, 2 лавки, 28 вітряних млинів.
- Кулаковка — колишня державна слобода при річці Дон, 1051 особа, 139 дворів, православна церква, лавка, 18 вітряних млинів.
- Терновка — колишня державна слобода при річці Дон, 1400 осіб, 208 дворів, православна церква, лавка, 14 вітряних млинів.